# Sportverein Stockerau
L'Sportverein Stockerau és un club de futbol austríac de la ciutat de Stockerau.

## Història
El primer club de la ciutat fou l'Stockerauer Sportvereinigung 07, fundat el 7 de maig de 1907. El club actual nasqué l'any 1958 amb el nom Sportvereinigung Heid Stockerau, després de la fusió de SV Heid Stockerau i ASV Stockerau (Arbeiter-Sportverein Stockerau).
El seu major èxit arribà l'any 1991, en el qual es proclamà campió de la copa nacional, fet que li permeté participar en la Recopa d'Europa la temporada 1991-92.

## Partits a Europa
| Temporada                         | Torneig         | Ronda | País | Club                 | Local | Visitant | Global |
| --------------------------------- | --------------- | ----- | ---- | -------------------- | ----- | -------- | ------ |
| Recopa d'Europa de futbol 1991-92 | Recopa d'Europa | Q     |      | Tottenham Hotspur FC | 0-1   | 0-1      | 0-2    |

## Palmarès
- Copa austríaca de futbol:
  - 1991
- Regionalliga Ost:
  - 1973-74, 1978-79, 1987-88, 1995-96
- Campionat de la Baixa Àustria:
  - 1969-70, 1980-81, 1985-86
- Copa de la Baixa Àustria:
  - 1972-73